# Dasyhelea occasus
Dasyhelea occasus är en tvåvingeart som beskrevs av Zhang och Yu 1996. Dasyhelea occasus ingår i släktet Dasyhelea och familjen svidknott. Inga underarter finns listade i Catalogue of Life.